# Karol Wachtl

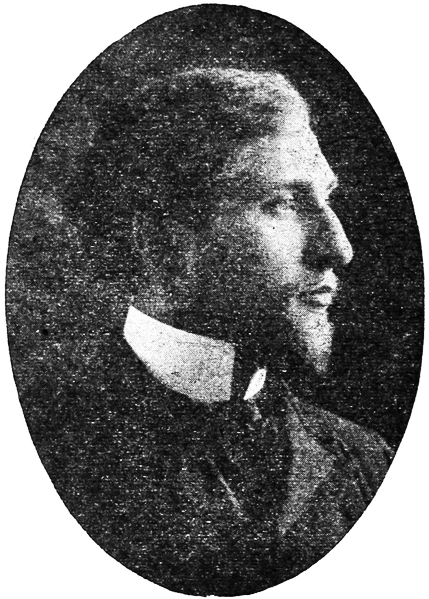
Karol Wahtl w 1910 r.

Karol Wachtl (ur. 11 listopada 1879 (jako Karol Wachtel) w Jarosławiu, zm. 26 stycznia 1946 w USA) – działacz i historyk polonijny w USA.

## Życiorys
Studiował prawo i medycynę we Lwowie. W 1903 roku wyemigrował do USA, gdzie uzyskał doktorat z filozofii w Chicago. Był czynny w prasie i oświacie polonijnej (autor podręczników) oraz w Zjednoczeniu Polskim Rzymsko-Katolickim w Ameryce. Jego prace mają charakter faktograficzny oraz kompilacyjny. Pochowany został w Queens w Nowym Jorku.

## Wybrane publikacje
- Fin de siècle, Łódź: nakładem autora 1899.
- Bóg się rodzi! : polskie jasełka, Chicago: W. Dyniewicz 1910 (wyd. 2 - 1919).
- Spóźnione zaloty : fraszka sceniczna w jednej odsłonie ze śpiewem i tańcami, Chicago: W. Dyniewicz 1910.
- Z.P.R.K. : dzieje Zjednoczenia Polskiego Rzym.-Kat. w Ameryce, Chciago 1913.
- Powinszowania i przemówienia wraz z deklamacyami okolicznościowemi, ułożyli Franciszek Gordon i Karol Wachtel, Chicago 1914.
- "Podarek Nowy" dla polskiej dziatwy w Ameryce, Stevens Point, Wis.: Bracia Worzałłowie 1918.
- "Przyjaciel dziatek" : wierszyki dla dziatwy polskiej w Ameryce, cz. 1-2, Stevens Point, Wis.: Bracia Worzałłowie 1919.
- Ciche pieśni, t.2, Techny, Ill.: 1920.
- Kwestja waluty i finansów Polski w dobie trudności rekonstrukcyjnych, Chicago: Rozwój 1921.
- Pieśni orężne : wspomnienia rymowane z lat wielkiej wojny, Częstochowa: A. Gmachowski 1925.
- Miliardy w służbie : myśli Henryka Forda, Warszawa: M. Arct 1927.
- Księga Pamiątkowa Parafji Polskiej P. W. Św. Kazimierza w Yonkers, N. Y. : wydana z okazji dwudziesto-pięcio-lecia zawiadowania parafją tą przez X. Dra Józefa K. Dworzaka, oprac. Karol Wachtl, Yonkers, N. Y. 1928.
- Polonia w Ameryce : dzieje i dorobek, słowo wstęp. napisał Władysław Zapała, Filadelfia 1944.